# Fox Life
Fox Life fue una cadena de televisión por suscripción internacional, operado por Fox Networks Group y propiedad de Disney Branded Television (internacional) y Walt Disney Television (en Estados Unidos). Fue lanzado inicialmente en 2004 en Italia y se expandió luego a otros mercados de Europa, Latinoamérica y Asia. La programación del canal ha variado para cada país, y ha considerado principalmente series de televisión, comedias de situación, películas, programas de telerrealidad, programas orientados a la mujer y en algunos casos programación original.
Tras la adquisición de 21st Century Fox por parte de Disney en marzo de 2019, el canal ha sido propiedad de la división internacional de The Walt Disney Company. Como parte del proceso para eliminar la marca Fox del nombre, Fox Life fue progresivamente cerrando en varios mercados, ya sea siendo rebautizado con otro nombre o finalizando su emisión.

## Historia
Fox Life se lanzó primero en Italia, el 3 de mayo de 2004. Una versión para Portugal se lanzó el 19 de mayo de 2005, y una en Bulgaria el 8 de septiembre de ese mismo año.
La señal para Latinoamérica y Brasil se lanzó en julio de 2005, en los Países Bajos el 7 de septiembre de 2008 y en Estados Unidos el 4 de noviembre de 2013, como una señal para el público hispano en el país. Existen variadas versiones del canal alrededor del mundo.

## Señales internacionales

### Fox Life Bulgaria
El 8 de septiembre de 2005, el canal abrió así la primera oficina de la compañía para Europa del Este. Su programación incluye varias series de televisión, comedias y películas.

### Fox Life Adria
Fox Life Adria es la versión especial para los ex-países miembros de la antigua Yugoslavia y Albania. Fue lanzado el 9 de noviembre de 2007. Su programación está en inglés con subtítulos en serbocroata.

### Fox Life Grecia
Fox Life inició el 1 de diciembre de 2008 y está disponible para los suscriptores de NOVA y OTETV. El 15 de octubre de 2012 comenzó a emitir en Chipre pero solo para los suscriptores de NOVA Cyprus. Fox Life emite sólo series estadounidenses en inglés con subtítulos en griego. Fue reemplazado por FX Life el 15 de marzo de 2023.

### Fox Life Italia
Fox Life fue lanzado al aire el 3 de mayo de 2004, disponible solamente en la plataforma satelital Sky. Posee tres señales adicionales, dos canales timeshift (Fox Life +1 y +2) con una y dos horas de programación diferida, respectivamente; y Fox Life HD, emitiendo programación en alta definición en conexión en vivo con la señal en resolución estándar.
El canal finalizó sus transmisiones el 1 de julio de 2020.

### Fox Life Francia
La versión francesa se lanzó el 5 de octubre de 2005, y cerró el 31 de diciembre de 2009 por problemas económicos.

### Fox Life Benelux
Esta es la versión del canal para Países Bajos, Bélgica y Luxemburgo. Su programación básica incluye numerosas series de televisión y comedias. Comenzó a emitir el 7 de septiembre de 2008. A partir del 22 de noviembre de 2011, Fox tuvo que cambiar la programación de Fox Life para la región Flandes debido a problemas de derechos de televisión en Bélgica. Desde entonces, una versión flamenca independiente, denominada Fox Life Flanders, está transmitiendo en Bélgica. Desde agosto de 2013, Fox Life fue reemplazado en la televisión satelital por Fox Países Bajos.

### Fox Life Estados Unidos
Disney Media and Entertainment Distribution envió un aviso de la interrupción de la iteración estadounidense de Fox Life a los proveedores de cable a fines de diciembre de 2021; el canal sería descontinuado el 31 de marzo de 2022.

### Fox Life España
El canal transmite para España y Andorra y está disponible en las plataformas de satélite, cable e IPTV. Fue lanzado en octubre de 2014 sustituyendo al canal Fox Crime que cerró sus emisiones. Dejó de transmitir el 31 de diciembre de 2021.

### Fox Life Latinoamérica
Fox Life Latinoamérica se lanzó por primera vez en julio de 2005 para Latinoamérica y Brasil. El 4 de noviembre de 2013, Fox Life, Utilísima y en Brasil con BemSimples, se fusionaron para crear un nuevo Fox Life que sumó contenidos internacionales. El 27 de noviembre de 2020, se anunció que se cambiaría el nombre de los canales de la marca Fox en América Latina a Star. El 22 de febrero de 2021, Fox Life fue renombrado como Star Life y el canal cerró sus emisiones el 1 de abril de 2022.

### Fox Life Asia
Fox Life se lanzó en el Sudeste Asiático el 1 de octubre de 2017, en reemplazo de Star World. Aunque en la India se dividió Fox Life y Star World, India es el único país del sur de Asia donde se ha lanzado. Fox Life se lanzó en India en junio de 2014, en reemplazo de Fox Traveler. El 27 de abril de 2021, Disney anunció que cesará las transmisiones de 18 canales en el sudeste asiático (donde se incluye a Fox Life) a partir del 1 de octubre de ese año.

### Fox Life Japón
En Japón fue cambiado por FOX bs238 (ビーエスFOX) el 1 de octubre de 2011.

## Resumen
| Señal                       | País o región                | Reemplazo de  | Fecha de lanzamiento                                                         | Reemplazado por                        | Fecha de cierre/reemplazo                                                       |
| --------------------------- | ---------------------------- | ------------- | ---------------------------------------------------------------------------- | -------------------------------------- | ------------------------------------------------------------------------------- |
| Fox Life (Italia)           | Italia                       | ninguno       | 13 de mayo de 2004                                                           | Descontinuado                          | 1 de julio de 2020                                                              |
| Fox Life (Portugal)         | Portugal                     | ninguno       | 19 de mayo de 2005                                                           | Star Life                              | 7 de febrero de 2024                                                            |
| Fox Life (Latinoamérica)    | América Latina               | ninguno       | 1 de julio de 2005                                                           | Star Life                              | 22 de febrero de 2021 (como Fox Life) 31 de marzo de 2022 (cierre de Star Life) |
| Fox Life (Bulgaria)         | Bulgaria                     | ninguno       | 8 de septiembre de 2005                                                      | Star Life                              | 1 de octubre de 2023                                                            |
| Fox Life (Francia)          | Francia                      | ninguno       | 5 de octubre de 2005                                                         | Descontinuado                          | 31 de diciembre de 2009                                                         |
| Fox Life (Japón)            | Japón                        | ninguno       | 14 de diciembre de 2005                                                      | Nat Geo Wild                           | 30 de septiembre de 2011                                                        |
| Fox Life (Turquía)          | Turquía                      | ninguno       | 13 de noviembre de 2006                                                      | Descontinuado                          | 1 de enero de 2021                                                              |
| Fox Life (Polonia)          | Polonia                      | ninguno       | 1 de enero de 2007                                                           | Fox Comedy (hoy FX Comedy)             | 16 de enero de 2015                                                             |
| Fox Life (Balcanes)         | Balcanes                     | ninguno       | 9 de noviembre de 2007                                                       | Star Life                              | 1 de octubre de 2023                                                            |
| Fox Life (Corea)            | Corea del Sur                | ninguno       | marzo de 2008                                                                | Ch.ever                                | 31 de diciembre de 2020                                                         |
| Fox Life (Rusia)            | Países bálticos y de la CEI  | ninguno       | 14 de abril de 2008 (Rusia, Bálticos y CEI) 5 de noviembre de 2008 (Estonia) | Sapfir (Rusia)FX Life (Bálticos y CEI) | 1 de octubre de 2022 (Rusia y Bielorrusia) 24 de enero de 2024 (Bálticos y CEI) |
| Fox Life (Grecia)           | Grecia                       | ninguno       | 1 de diciembre de 2008                                                       | FX Life                                | 15 de marzo de 2023                                                             |
| Fox Life (Países Bajos)     | Países Bajos y Flandes       | ninguno       | 7 de septiembre de 2009                                                      | Fox (Flandes) 24Kitchen (Países Bajos) | 22 de septiembre de 2015 (Flandes) 31 de diciembre de 2016 (Países Bajos)       |
| Fox Life (Estados Unidos)   | Estados Unidos               | ninguno       | 4 de noviembre de 2013                                                       | Descontinuado                          | 31 de marzo de 2022                                                             |
| Fox Life (India)            | India                        | Fox Traveller | 15 de junio de 2014                                                          | Star Life                              | 13 de abril de 2024                                                             |
| Fox Life (España)           | España                       | Fox Crime     | 1 de octubre de 2014                                                         | Descontinuado                          | 31 de diciembre de 2021                                                         |
| Fox Life (África)           | África                       | Fox Crime     | 3 de octubre de 2016                                                         | Descontinuado                          | 30 de septiembre de 2020                                                        |
| Fox Life (Medio Oriente)    | Oriente Medio                |               | 28 de septiembre de 2017                                                     | Star Life                              | 1 de marzo de 2024                                                              |
| Fox Life (Sudeste Asiático) | Sudeste Asiático y Hong Kong | Star World    | 1 de octubre de 2017                                                         | Descontinuado                          | 1 de octubre de 2021                                                            |

## Galería

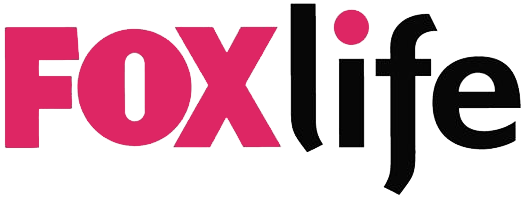
Logotipo utilizado desde 2005 hasta 2010
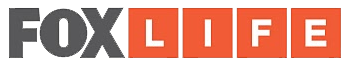
Logotipo usado en Latinoamérica desde 2010 hasta 2013
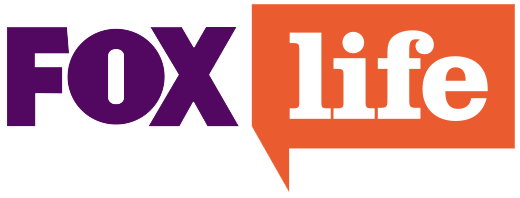
Logotipo usado desde 2013 hasta 2017
Logotipo usado desde 2017 hasta 2024